# 대전방송
대전방송(大田放送, 영어: Taejeon Broadcasting CO.,LTD, TJB)은 대전세종충남 지역을 연고로 하는 민영 방송사이며, 주로 SBS(모기업:태영건설)의 프로그램을 편성, 방영하고 있다.

## 개요
우성사료를 대주주로 하는 대한민국의 SBS의 네트워크 민영방송사로, 대전광역시 유성구 도룡동에 위치하고 있다.
1994년 4월 9일에 설립되었으며, 1994년 9월 7일에 시험방송을 시작한 이후 1995년 5월 14일에 개국하였다. 대전, 세종, 충남 일원 및 충북 일부 지역을 방송 권역으로 운영하고 있으며, 서울, 천안, 홍성에서 방송센터를 운영하고 있다.
호출부호는 HLDF-DTV, HLDF-FM, HLDF-TDMB를 사용한다.

## 본사·지사 소재지

### 본사
- 우34125 대전광역시 유성구 엑스포로 131

### 서울방송센터
- 우07238 서울특별시 영등포구 국회대로 800

### 세종천안방송센터
- 우31156 충청남도 천안시 서북구 불당23로 73-30 831호 불당아리스타팰리스

### 내포방송센터
- 우32263 충청남도 홍성군 홍북읍 의향로 263 502호

## 역사

### 개국 준비 과정
1994년 4월 9일, 공보처에서는 각 지역별 민방을 설립할 목적으로 정책을 발표하고 사업자를 모집하였다. 대전 지역에서는 우성유통, 삼정종합건설, 경남기업 등 6개 회사가 참가 했으나 1994년 8월 10일 우성유통이 신청한 대전방송(주)(당시 가칭)가 선정되어 같은해 9월 7일에 회사가 창립되었다.
같은해 9월 8일 (주)대전텔레비전이라는 이름으로 법인등기를 완료하였고, 10월 1일 중구 유천동에 위치한 벽산빌딩 8층 임시사옥으로 회사를 이전함과 동시에 효동사옥(당시 우성유통의 사옥) 증·개축 작업을 개시하였다. 그 후 10월 24일 주식회사 대전방송으로 상호를 변경하였고 1995년 3월 16일 효동사옥으로의 입주를 시작하였다.
같은해 4월 1일 식장산송신소에서 TV방송 시험전파를 발사하였다.(UHF CH 22, 영상출력 10 kW) 4월 4일 (주)서울방송(현 SBS)과 네트워크협약을 체결하였고, 5월 4일에는 시청자위원회를 창립하고 이어 5월 10일 (주)서울방송(現 SBS)과 네트워크에 대한 세부협약을 체결하였다. (네트워크 시간대, 보도, 광고, TV회선 및 장비사용)
5월 12일 중구 유천동 사옥이 준공되었고, 마침내 1995년 5월 14일 오전 8시 PSB 부산방송(현 KNN), TBC, kbc(광주방송)과 동시에 일제히 개국하면서 대전방송의 방송 역사가 시작되었다.

### 개국 초기
1995년 8월 10일 공주TV중계소의 시험전파 발사를 시작으로 방송권역 내의 난시청지역에 중계소를 세우기 시작하였다. 이어 1996년 4월 3일에는 일본의 (주)TV미야자키(テレビ宮崎) 방송사와 상호우호조약을 체결했다.
1997년 7월 1일, 중구 유천동 구 사옥에서 FM방송 개국을 위한 준비위원회 및 실무기획단을 구성하여 FM라디오 방송의 개국 준비에 돌입했다. 1998년 2월 19일 서울방송과 라디오방송 협력에 관한 네트워크 협정을 체결하였고, 마침내 3월 2일 파워FM이라는 이름으로 FM방송국을 개국하였다. 같은해 10월 1일부터 FM라디오의 24시간 방송이 시행되었다.
1999년 7월 18일 효동 사옥으로 이전하여 1999년 12월 21일 중국 허베이전시대(河北电视台)와 상호우호조약을 체결하였다.

### 발전기
2002년 1월 1일에는 지역 최초로 디지털TV 실험방송을 실시하였다. 그 후 1년 11개월 후인 2003년 12월 1일에 디지털TV방송을 개국하였다.
개국 13주년인 2008년 5월 14일에 도룡동 신사옥 TJB 크리스탈타워를 착공하였고, 같은해 6월 30일에는 지상파DMB를 개국하였다.
한편 HD방송을 위해 HD부조정실 등을 갖추고, 개국 15주년인 2010년 5월 14일 HD방송을 시작하였다. 2012년 8월 21일 도룡동 신사옥 'TJB 크리스탈타워'가 완공되었고, 9월 21일부터 TJB 크리스탈타워로 완전 이전하였다. 10월 11일에 정식으로 완공기념식을 개최하였다.
2012년 10월 16일, 지상파 아날로그 방송 종료 정책에 따라 지난 17년동안 방송해왔던 아날로그TV방송의 송출을 종료하고 본격적인 디지털TV방송 시대를 열었으며 2013년 10월 16일에는 지상파 디지털TV방송 채널의 재배치를 실시하였다.

### UHD 시대
2017년 12월 29일에 TJB UHD 방송을 개국하였다.

## TV 방송
1995년 4월 1일 식장산송신소에서 출력 10kW로 시험 방송을 시작하였고, 그 해 5월 14일 PSB 부산방송(현 KNN), 대구방송(현 TBC), 광주방송과 함께 동시에 TV 방송 개국을 하면서 대전방송의 본격적인 방송 역사가 시작되었다.
1995년 8월 10일 공주 TV 중계소의 시험 전파 발사를 시작으로, 방송 권역 확장을 위하여 상당히 빠르게 중계소를 설립하였다. 향적산, 북대전, 만악산, 옥마산, 서천군, 흑성산, 원효봉, 그리고 2000년 4월 24일 부여 TV 중계소의 준공을 끝으로 개국한 지 5년 만에 대전·세종·충남 내의 대부분 지역과 전북 북부 권역으로 확보하면서 같은 방송권역 내의 대전문화방송 못지 않은 가시청률을 달성하였다.
이어 2003년 5월 10일에는 수도권 외 지역 방송사들 중 최초로 디지털 TV 방송을 개국하였고, 개국 15주년인 2010년 5월 10일에는 HD 방송을 시작하여 고화질의 TV 방송을 서비스 하고 있다. 디지털 TV 방송망을 꾸준히 확장해 나가 2012년 6월 23일 공주 DTV 중계소의 준공을 끝으로 기존 중계시설의 디지털 전환을 끝마쳤고, 2012년 10월 16일 대전/충남지역 지상파 아날로그 TV 방송 종료 작업도 끝마쳤다.
2017년 12월 31일에는 UHD TV 방송을 개국했다. 아직까지는 자체 UHD 컨텐츠 없이 SBS의 UHD 프로그램을 받고 있다.

### 현재 방송 프로그램

#### 자체 제작
TJB-TV는 약 31% 가량을 자체편성하고 있다.

#### 시사·교양, 연예·오락
- 생방송 투데이 (월-수 저녁 5:50) - 진행 정성욱 아나운서, 이로운 MC
- 뉴스 큐레이터 시선 (일 아침 08:35) - 진행 노동현 기자
- 메디컬 플러스 (목 저녁 06:50) - 진행 유지수 아나운서
- 화첩기행 (토 오전 09:00~10:00)
- 테마스페셜 (토 밤 12:20)
- 고향이 보인다 (목-금 오전 11:30~12:00) - 진행 박세종, 김수영 아나운서
- 특집프로그램

#### 자사민방 제작
TJB-TV를 통해 방송중인 타방송의 제작 프로그램은 다음과 같다.
- 전국 톱 10 가요 쇼 (CJB)
- 열린예술무대 뒤란 (ubc)
- 핸드메이드 In Asia (G1방송)
- 싱싱! 고향별곡 (TBC)
- 최강 1교시 (KNN)
- 네모세모 (ubc)

#### 지역민방 공동제작
- 테마스페셜

### 방송 송출 시설망
식장산 송신소를 방송국(주송신소)으로 하고 있으며, 대전, 세종, 충남,충북 청주권과 남부 3군 지역, 경기 남서부 일부, 전북 일부지역을 가시청권역으로서 방송중이다.
- 호출부호 : HLDF-DTV
- 가상채널 : 6-1

| 송신소        | UHD      | UHD   | HD                                       | HD    | 송신소 위치             |
| 송신소        | 물리채널 | 출력  | 물리채널                                 | 출력  | 송신소 위치             |
| ------------- | -------- | ----- | ---------------------------------------- | ----- | ----------------------- |
| 식장산 송신소 | CH 53    | 5㎾   | CH 15                                    | 2.5㎾ | 대전 동구 낭월동 300    |
| 적오산 소출력 |          |       | CH 15                                    | 0.05W | 대전 유성구 화암동 산11 |
| 설화산 소출력 | CH 17    | 0.05W | 충남 아산시 좌부동                       |       |                         |
| 만악산 중계소 | CH 40    | 90W   | 충남 금산군 진산면 만악리 산1            |       |                         |
| 향적산 중계소 | CH 43    | 90W   | 충남 계룡시 엄사면 향한리 산50-1         |       |                         |
| 내판 소출력   | CH 15    | 0.05W | 세종 연동면 송용리 지사 수신             |       |                         |
| 공주 중계소   | CH 46    | 90W   | 충남 공주시 반죽동 산2-1 봉황산          |       |                         |
| 청양 중계소   | CH 43    | 20W   | 충남 청양군 청양읍 장승리 산62-4         |       |                         |
| 부여 중계소   | CH 37    | 90W   | 충남 부여군 장암면 석동리 산271-1 장암산 |       |                         |
| 옥마산 중계소 | CH 48    | 90W   | 충남 보령시 성주면 개화리 산23-4         |       |                         |
| 서천 중계소   | CH 34    | 90W   | 충남 서천군 서천읍 남산리 산34 남산      |       |                         |
| 흑성산 중계소 | CH 45    | 1㎾   | 충남 천안시 동남구 목천읍 교촌리 산32-4  |       |                         |
| 원효봉 중계소 | CH 20    | 1㎾   | 충남 서산시 해미면 산수리 산25-1         |       |                         |
| 안면 소출력   | CH 20    | 0.05W | 충남 태안군 안면읍 승언리                |       |                         |

아날로그TV
- 호출부호 : HLDF-TV

| 송신소        | 채널  | 출력 | 송신소 위치                              |
| ------------- | ----- | ---- | ---------------------------------------- |
| 식장산 송신소 | CH 22 | 10㎾ | 대전 동구 낭월동 300                     |
| 만악산 중계소 | CH 27 | 500W | 충남 금산군 진산면 만악리 산1            |
| 향적산 중계소 | CH 35 | 500W | 충남 계룡시 엄사면 향한리 산50-1         |
| 공주 중계소   | CH 25 | 100W | 충남 공주시 반죽동 산2-1 봉황산          |
| 부여 중계소   | CH 19 | 100W | 충남 부여군 장암면 석동리 산271-1 장암산 |
| 옥마산 중계소 | CH 60 | 500W | 충남 보령시 성주면 개화리 산23-4         |
| 서천 중계소   | CH 25 | 100W | 충남 서천군 서천읍 남산리 산34 남산      |
| 흑성산 중계소 | CH 19 | 10㎾ | 충남 천안시 동남구 목천읍 교촌리 산32-4  |
| 원효봉 중계소 | CH 52 | 5㎾  | 충남 서산시 해미면 산수리 산25-1         |

## 라디오 방송

### POWER FM
1997년, 대전방송은 FM라디오 방송 개국을 추진하기 위해 준비위원회 등을 구성하였다. 1998년 2월 19일 서울방송(現 SBS)과 라디오방송에 관한 업무제휴 협정을 맺고 같은해 3월 2일 FM라디오 방송인 대전방송을 개국하였다. 개국전 3개월간 시험 방송을 하였으며, 시험 방송 기간에는 음악만을 송출하였다. 개국후 한동안 자체편성만으로 꾸려졌으나 동년 외환 위기가 불어닥치면서 광고 수주 및 프로그램 제작에 차질이 빚어지자 12월 11일 SBS와 라디오방송에 관한 업무제휴 협정을 맺고 라디오 네트워크에 편입되었다. 이와 동시에 라디오 뉴스가 1998년도 처음으로 편성되었고 이때까지는 높은 자체편성 비율을 기록했으며 95.7㎒ 송신소는 식장산에 위치해 있는데, 그러다 해를 거듭할수록 자체편성 비율이 축소되기 시작해 2001년 40% 내외로 축소되었고 이후 2002년 1월 1일에는 서산 원효봉에도 중계시설을 개소 및 완공하면서 충남 서해안 지역에서 더욱 더 깨끗한 수신이 가능하게 되었고 2021년 6월 24일에는 천안 흑성산, 보령 옥마산에서 중계시설을 개소하였으며 2021년 7월 18일에는 천안 흑성산, 보령 옥마산에도 중계시설을 완공하여 방송권역내 대부분지역에서 TJB의 FM라디오를 더욱 더 깨끗한 수신이 가능하면서 청취할 수 있게 되었다.전국 어디서나 연동제로 TJB POWER FM을 시청할 수 있다.

### 방송 송출 시설망
- 호출부호 : HLDF-FM

| TJB Power FM  | TJB Power FM | TJB Power FM | TJB Power FM                            | TJB Power FM |
| 송신소        | 주파수       | 출력         | 송신소 위치                             |              |
| ------------- | ------------ | ------------ | --------------------------------------- | ------------ |
| 식장산 송신소 | FM 95.7㎒    | 5㎾          | 대전 동구 낭월동 300                    |              |
| 원효봉 중계소 | FM 96.5㎒    | 500W         | 충남 서산시 해미면 산수리 산25-1        |              |
| 흑성산 중계소 | FM 95.5㎒    | 100W         | 충남 천안시 동남구 목천읍 교촌리 산32-4 |              |
| 옥마산 중계소 | FM 96.1㎒    | 100W         | 충남 보령시 성주면 개화리 산23-4        |              |

#### 방영 프로그램
- 뮤직에세이
- 좋은날 좋은아침
- 가요캠프
- 해피투게더
- 뮤우직포차
- 심야영화관
- 프로축구 대전하나시티즌 홈 경기 중계

#### 종영 프로그램
- TJB 뉴스
- 이야기 쇼
- 우리는 핸들가족
- 가정음악실
- 가요앨범
- FM정보센터
- 일요스페셜
- 노래실은 중계차
- 팝스 957
- 현장탐방 우리는 한마음
- TJB 정보데이트
- 신 영농시대
- 음악의 향기
- 라디오 오늘
- 모여라 텐텐
- BGM 해피선데이
- 라디오 신충청지리지
- 좋은아침 생생트로트
- 권계현의 러빙유
- 시네마 천국
- 아름다운 그대곁에
- 일곱송이 수선화
- 김현지의 뮤직브런치
- 프로야구 한화 이글스 홈 경기 중계

### 제공 시보
- 대전대학교
- 8282대리운전
- 33대리운전
- 대덕대학교
- 목원대학교
- 대전과학기술대학교
- 한국영상대학교
- TJB 파워FM 로고송[5]

## 지상파 DMB
청주방송과 함께 투자하여 충청권 전역을 방송권역으로 하는 지상파 DMB 사업자로서 운영 중이다.

## 사옥

### 효동 구사옥
대전광역시 동구 대전로 591(효동 122-1)에 위치했던 대전방송의 첫 사옥으로 1994년 4월 9일부터 2012년 10월 10일까지 사용하였다. 우성사료의 구 대전공장, 운암건설의 구 사옥을 개조해서 사용하였다. 현재는 건물 일부가 철거되고 우성유통 신사옥으로 리모델링되었다. 또한 2017년 7월부터는 대전국악방송 사옥으로 사용되고 있다.

### 도룡동 신사옥
대전광역시 유성구 엑스포로 131(도룡동 4-18)에 위치한 대전방송의 사옥으로서 2008년 5월 14일에 착공하여 2012년 10월 11일에 준공되었다. 대지면적은 75,72m2, 연면적은 18,032m2이며 규모는 지하 2층, 지상 12층이다. 신사옥은 업무시설동과 방송업무시설동으로 나눠 세워져 있다. 1층 로비에는 방송체험실과 문화공간, 화랑, 카페테리아 등을 갖추고 있다.

## 아나운서

### 현직
- 최승희 (2011년 ~)
- 이은지 (2016년 ~)
- 김수영 (2024년 ~)
- 유지수 (2024년 ~)
- 박세종 (2024년 ~)
- 정성욱 (2025년 ~)[8]

### 전직
- 김세범 (1998년 ~ 2007년)
- 이명숙 (1995년 ~ 2013년)
- 이정기 (1996년 ~ 2010년)
- 이보현 (2014년 ~ 미정)
- 강병주
- 오주호
- 양세원

## 기자

### 보도국
- 보도국장(직대) - 노동현 부장
- 취재편집팀장 - 장석영 부장
- 영상제작팀장 - 윤상훈 부장
- 취재팀 - 김건교 국장, 류제일 국장,  이선학 국장, 조혜원 차장, 이수복 기자, 김철진 기자, 조형준 기자, 박범식 기자, 전유진 기자, 김소영 기자, 이호진 기자
- 편집팀- 안재석 부장, 이재혁 부장, 임은정 기자, 이승호 기자, 오희주 기자
- 영상팀 - 성낙중 부국장, 송창건 부국장, 김용태 부국장, 김일원 기자, 최운기 기자
- 충남지사 - 김상기 이사, 김경한 부장
- 서울지사 - 이재곤 이사, 이용주 기자

## TJB문화재단
대전방송에서 운영하고 있는 문화재단으로, 1994년 (재)대전방송백제문화재단으로 출범하여 2005년 (재)TJB문화재단으로 명칭을 변경하여 현재까지 이르고 있다. 백제사 연구사업 및 장학사업, 학술, 문화, 예술단체의 지원사업, 국내외 학자 및 각계 전문가에 대한 연구자금 지원, 국내외 학술·예술 및 지역사회 발전 유공자 시상사업, 학술, 문화, 예술단체의 지원사업, 국내외 학자 및 각계 전문가에 대한 연구자금 지원, 불우이웃돕기 지원사업 등의 사업을 실시하면서 1995년 설립 이후 지역의 문화발전에 기여하고 있다. 대전방송에서 출연금 30억원을 전액 출자하여, 그에 대한 이자수입으로 각종 사업을 추진하고 재단을 운영하고 있다.

## 연중 캠페인
- 세계 천문의 해 기획 캠페인
- 환경 캠페인
- 새 충청인 캠페인
- 1999년: 내고장 경제 우리가 키웁시다.
- 2000년: 자랑스러운 새 충청인: 질서•친절•청결
- 2001년: 자랑스러운 새 충청인: 질서•친절•청결•준법
- 2005년: 살기좋은 대전•충남 우리가 가꿉시다.
- 2006년: 새로운 충청 희망과 미래로
- 2007년: 한국의 중심 충청
- 2008년: 한국의 중심 희망의 충청
- 2010년: 사람이 중심인 세상, TJB가 만듭니다.
- 2011년: 다정한 이웃, 따뜻한 세상 TJB가 함께합니다.
- 2012년 ~ 2017년: 희망을 만들어 갑니다.
- 2018년: 아이는 마을이 키웁니다
- 2019년 ~ 2022년: 지역이 대한민국입니다
- 2023년 ~ 2024년: 지역이 대한민국, 충청이 앞장섭니다!
- 2025년 ~ 현재: 더 나은 대한민국, 충청이 중심입니다.

## 로고송
- 새로운 선택 신선한 느낌 TJB (티제이비) 대전방송(1995년 5월 14일 일요일부터 2010년 5월 9일 일요일경까지)
- 우리 고장 우리 방송 TJB (티제이비) (1995년 5월 14일부터 2004년 8월경까지)
- 우리 고장 우리 방송 대전방송 (1995년 5월 14일부터 2004년 8월경까지)
- 우리 고장 우리 방송 TJB (티제이비) MR 버전 (1995년 5월 14일부터 2010년 5월 7일 금요일까지 (1995년부터 2008년까지는 로고송 병행 송출))
- 우리 고장 우리 방송 대전방송 MR 버전 (1995년 5월 14일부터 2010년 5월 7일 금요일까지 (1995년부터 2008년까지는 로고송 병행 송출))
- 언제나 다정한 방송 TJB (티제이비) (2010년 5월 10일 월요일부터 2013년 5월 5일 일요일까지)
- 새롭고 즐거운 방송 TJB (티제이비) (2013년 5월 6일 월요일부터 2024년 9월 30일 월요일까지)
- 새롭고 즐거운 방송 TJB (티제이비) MR 버전 (2024년 10월 1일 화요일부터  2024년 10월 5일 토요일까지)
- 새롭고 즐거운 방송 TJB (티제이비) (2024년 10월 6일 일요일부터 2024년 11월 30일 토요일까지)
- 새롭고 즐거운 방송 TJB (티제이비) MR 버전 (2024년 12월 1일 일요일부터 2024년 12월 31일 화요일까지)
- 새롭고 즐거운 방송 TJB (티제이비) (2025년 1월 1일 수요일부터 2025년 11월 30일 일요일까지)
- 새롭고 즐거운 방송 TJB (티제이비) MR 버전 (2025년 12월 1일 월요일부터 2025년 12월 31일 수요일까지)
- 새롭고 즐거운 방송 TJB (티제이비) (2026년 1월 1일 ~ 현재)

## 해외 제휴 방송사
대전방송은 다음과 같은 해외 방송사들과 교류하여 프로그램과 방송소재 등을 교환하고 우호를 다지고 있다.
- 일본 TV미야자키(テレビ宮崎)
- 일본 구마모토현민TV(熊本県民テレビ)
- 중국 허베이전시대 (河北电视台)
- 몽골 TV9